# Lugdunum Batavorum
Lugdunum Batavorum (auch: Brittenburg) ist der Name eines abgegangenen römischen Kastells mit Hafen und einer Zivilsiedlung zwischen Noordwijk aan Zee und Katwijk aan Zee, nordwestlich von Leiden in den Niederlanden.

## Lage
Lugdunum Batavorum war das westlichste Kastell des Niedergermanischen Limes. Es befand sich an der Stelle, an welcher in antiker Zeit der Oude Rijn in die Nordsee mündete. Im Laufe der Jahrhunderte wurde der Platz von der Nordsee weggespült und unterhalb des Meeresspiegels mit Sand bedeckt. Die möglicherweise noch vorhandenen Reste der Befestigung befinden sich heute im Meer, etwa 500 m bis 2000 m nordwestlich der Küste und konnten auch mit modernen archäologischen Methoden bislang nicht genau lokalisiert werden.

## Antike Quellen
Die Caligula-Biographie des römischen Schriftstellers Sueton beschreibt an einer Stelle, wie Caligula, um den erfolglosen Versuch eines Feldzugs gegen Britannien zum Abschluss zu bringen, seine Soldaten an der Küste mit allen Ballisten und anderer Artillerie habe Stellung beziehen lassen und ihnen plötzlich befahl, ihre Helme mit Muscheln zu füllen um diese als Kriegsbeute im Triumph mit nach Rom zu bringen. Nach der „Siegesverkündung“ in diesem fragwürdigen Manöver habe Caligula einen großen Leuchtturm nach dem Vorbild des Pharos von Alexandria bauen lassen. Die beschriebenen Geschehnisse sollen sich in Lugdunum Batavorum abgespielt haben.
Das früher in diesem Zusammenhang des Öfteren erwähnte Boulogne-sur-Mer scheidet vermutlich aus den Überlegungen aus, da es dort keinerlei Belege für eine römische Präsenz in der Zeit des Caligula gibt. Für Katwijk spricht hingegen zum einen der Umstand, dass das benachbarte Praetorium Agrippinae im Jahre 39 n. Chr. durch Caligula gegründet und namentlich der Mutter des Kaisers gewidmet worden sein soll. Ferner gilt die Anwesenheit des Kaisers in der Region durch die Inschrift eines im stromaufwärts gelegenen Fectio gefundenen Weinfasses des kaiserlichen Kellers aus dem Jahre 40 n. Chr. als mehr als wahrscheinlich.

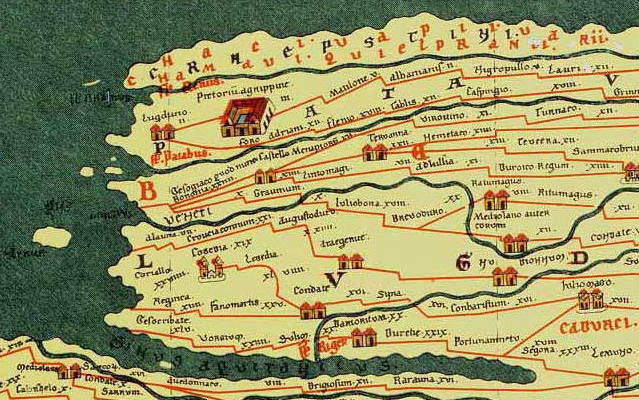
Lugduno auf der Tabula Peutingeriana

Auf der Tabula Peutingeriana ist Lugdunum Batavorum – symbolisiert durch zwei Türme – als Lugduno mit Straßenanbindungen nach Praetorium Agrippinae und Forum Hadriani verzeichnet. Im Itinerarium Antonini erscheint es als Lugdunum mit einer Entfernungsangabe von zehn Leugen bis Albaniana (Alphen aan den Rijn). Auch in der Geographike Hyphegesis des antiken Universalgelehrten Ptolemaeus wird der Ort als Batavodurum erwähnt.

## Mittelalterliche und neuzeitliche Urkunden
Erstmals schriftlich erwähnt als borch te Bretten wird die Ruine im Jahre 1401 in einem Gedicht des Willem van Hildegaersberch (um 1350 bis um 1408), eines niederländischen Dichters und Sprooksprekers am Hofe des Grafen von Holland.
Aus dem 16. Jahrhundert gibt es eine Anzahl Karten sowie das Gemälde eines anonymen Künstlers. Unter den Landkarten dominieren verschiedene Varianten und Kopien aus dem Werk des flämischen Geographen und Kartographen Abraham Ortelius (1527–1598).
Im Jahre 1734 erschien über die so genannte Brittenburg ein Werk des Altertumswissenschaftlers und Historikers Hendrik Cannegieter (1691–1770).

## Beobachtungen und Lokalisierungsversuche
Die erste historisch gesicherte Beobachtung der Ruinen von Lugdunum Batavorum erfolgte 1520, nachdem ein Sturm die Ruine freigelegt hatte. Weitere Beobachtungen erfolgten in unregelmäßigen Abständen des Öfteren bis ins 18. Jahrhundert, vereinzelt noch bis zu Beginn des 20. Jahrhunderts (zuletzt 1923), da das Gelände bei bestimmten Wetter- bzw. Gezeitenlagen trocken fiel, zumeist nach heftigen Stürmen. Dabei wurden römische Artefakte, hauptsächlich Steine (Tuffblöcke und Marmor), Ziegel, Keramik und Münzen von den Bewohnern Katwijks geborgen und die freiliegenden Mauern systematisch als Steinbruch genutzt. Versuche, das Kastellgelände exakt zu lokalisieren, erfolgten bis in die heutige Zeit. Jedoch gelang es weder professionellen Archäologen mit modernen Untersuchungsmethoden noch Amateurarchäologen mittels Einsatz von Tauchern, die Ruinen wieder zu finden. Inzwischen wird vermutet, dass der heftige Wellengang der Nordsee das Kastell möglicherweise endgültig fortgespült haben könnte.

## Epigraphische und sonstige Funde
Aus der Zeit zwischen 138 und 161 stammt ein im 16. Jahrhundert gefundener Weihestein mit der Inschrift:

„Imp(erator) Caes(ar) / Anto[ninus –––] / Aug(ustus) coh(ors) / Raetoru[m] / P(ia) F(idelis)“

„Imperator Caesar Antoninus Augustus … die Kohorte der Raeter (mit den Beinamen) die Fromme, die Treue“

Ein weiterer Stein entstand um das Jahr 206 und trägt die Inschrift:

„[Imp(erator) Caes(ar) L(ucius) Sept(imius) S]ever(us) Pius Pert(inax) A[ug(ustus)] / [pontifex] max(imus) trib(unicia) pot(estate) XIII [et] / [Imp(erator) Caes(ar) M(arcus) Aurel(ius) A]ntoninus Pius Au[g(ustus) [pont(ifex)] / [max(imus) trib(unicia) pot(estate) ––– p]er milit(es) leg(ionis) I M(inervia)e f(ecerunt) / [cur(atore) Q(uinto) V]enidio Ru[fo]“

„Imperator Caesar Lucius Septimius Severus Pius Pertinax Augustus, oberster Priester, zum 13. Mal im Besitz der tribunizischen Gewalt, und Imperator Caesar Marcus Aurelius Antoninus Pius Augustus, oberster Priester, Besitzer der tribunizischen Gewalt … haben [dies] errichten lassen von den Soldaten der Legio I Minervia unter der Verantwortung des Quintus Venidius Rufus“

Im Kasteel Duivenvoorde in der südholländischen Stadt Voorschoten befinden sich zwei weitere römische Inschriftensteine. Die Vorderseite des größeren Steins datiert auf die Jahre 196/198, seine Rückseite auf 103/111. Der kleinere lässt sich der Zeit um 205 zuweisen. Zumindest der zweite Stein könnte möglicherweise aus Lugdunum Batavorum stammen.
Die Münzen, die im Laufe der Jahrhunderte gefunden wurden, konnten zum Teil bestimmt werden. Die späteste datiert auf das Jahr 270.
Ziegelstempel erwähnen den exercitus Germanicus inferior (Niedergermanisches Heer), die classis Germanica pia fidelis, die legio I Minervia und die legio XXX Ulpia victrix.
Eine Anzahl der Funde aus Katwijk sowie die bildliche Darstellung der so genannten Brittenburg durch einen anonymen Künstler des 16. Jahrhunderts sind im Rijksmuseum van Oudheden in Leiden zu besichtigen und in der Sammlung des Museum Meermanno. In Den Haag befindet sich ein römischer Krug, der vermutlich aus Lugdunum Batavorum stammt.

## Beobachtungs-, Fund- und Quelleninterpretation

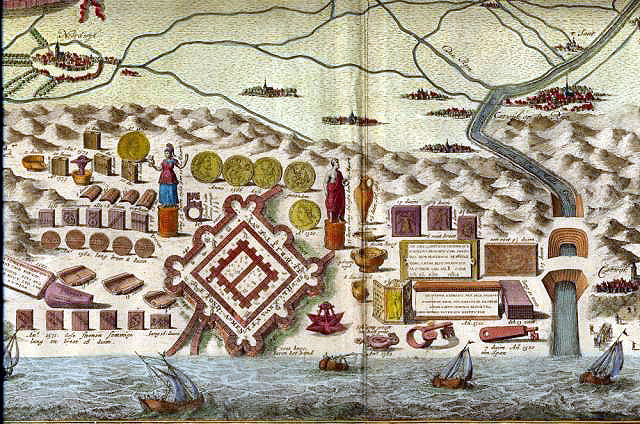
Stich der Brittenburg von François van Bleyswyck (1725) mit stark interpretierender Darstellung der Grundrisse

Der auf zeitgenössische Beobachtungen basierende Grundriss auf den Karten des Geographen Ortelius kann nur mit einer gewissen Vorsicht interpretiert werden. Unbestritten ist lediglich die Tatsache, dass es sich bei dem annähernd quadratischen Gebäude mit Trennmauer um ein Doppelhorreum handelt. Analoge Befunde sind aus anderen römischen Militärlagern bekannt. Unsicher ist die Darstellung der halbrunden Türme, insbesondere der doppelten Ecktürme. Zwar gibt es halbrunde römische Türme, jedoch erst in spätantiker Zeit, aus der wiederum in Lugdunum Batavorum keine Funde vorliegen. Doppelte Ecktürme jedoch sind völlig untypisch. Es kann daher vermutet werden, dass bei der graphischen Umsetzung der gesichteten Befunde subjektive Wahrnehmungen – bedingt durch die Kenntnis des zeitgenössischen Festungsbaus der Beobachter – eine gewisse Rolle gespielt haben. Ebenfalls in Betracht gezogen wurde die Möglichkeit, dass es sich um eine fränkische Festung des 6. Jahrhunderts handeln könne, die auf die antiken Ruinen aufgesetzt worden sei und deren Baumaterialien sich aus sekundär verwendeten römischen Steinen zusammengesetzt habe. Bei den Mauerzügen im Inneren insgesamt kann zusammenfassend gemutmaßt werden, dass es sich entweder um verschiedene Bauten oder um Bauphasen verschiedener Zeiträume oder aber um durch subjektive Wahrnehmungen bedingte Fehldarstellungen handeln könnte.
Durch die Analyse des Fundmaterials – insbesondere die der Fundmünzen, der Inschriften und der Keramik – im Kontext der Geschichte dieses Limesabschnittes lässt sich der Ort einigermaßen datieren. Lugdunum Batavorum existierte vermutlich spätestens von hadrianischer Zeit an bis zur Aufgabe des Limes in dieser Region um die Jahre 270/275. Das Lager war als Kohortenkastell angelegt, von den dort dienenden Truppen ist namentlich die Cohors I Raetorum civium Romanorum pia fidelis belegt. Darüber hinaus dürfte der Hafen von der Classis Germanica als Basis genutzt worden sein. Der Vicus befand sich möglicherweise südöstlich des Lagers im Gebiet der heutigen Katwijker Ortsteile Cleijn Duin und Zanderij, wo Befunde und Funde aus den Jahren 50 bis 250 vorliegen. Sollten diese Befunde mit den Sichtungen an und vor der Küste in direktem Zusammenhang stehen, dürfte es sich um einen mindestens 1,5 km ausgedehnten Vicus entlang der Römerstraße handeln.

## Lugdunum Batavorum – Brittenburg – Leiden: Verwirrspiel um Namen
Welchen genauen Namen das Kastell und seine Zivilsiedlung zur römischen Zeit getragen haben, kann nur erschlossen werden. In den antiken Quellen wird der Platz einmal nur als Batavodurum (Ptolemaeus, 2. Jahrhundert) und einmal nur als Lugduno (Tabula Peutingeriana, 4. Jahrhundert) erwähnt. Eine dritte Quelle (Itinerarium Antonini, 3. Jahrhundert) umschreibt den Ort mit dem Begriff Caput Germanorum im Sinne von „Beginn Germaniens“. Unsicherer wird die Angelegenheit noch durch anzunehmende mögliche Übertragungsfehler mittelalterlicher Kopisten.
Unklarheit herrscht auch bezüglich der Gleichsetzung von Lugdunum Batavorum mit der so genannten Brittenburg. Der Begriff tauchte als burcht te Bretten im Mittelalter auf und bezieht sich auf eine vermutete mittelalterliche Festung im Gebiet von Bretten, einer alten Bezeichnung für die Gegend zwischen Leiden und der Nordseeküste. Ob es sich bei der gesichteten Ruine – falls sie denn überhaupt eine mittelalterliche Folgebebauung beinhaltete – um diese burcht te Bretten handeln könnte, ist völlig ungewiss.

Siegel der Universität Leiden

Im Rahmen des im 15./16. Jahrhundert zeitgemäßen Bemühens gelehrter Humanisten, Namen weitgehend zu latinisieren, legte sich während der Renaissance die knapp zehn Kilometer Luftlinie landeinwärts, südöstlich von Lugdunum Batavorum gelegene Stadt Leiden den Namen Lugdunum Batavorum zu. Dieser Umstand kann insofern zu Irritationen führen, als sich zwar auch auf dem Gebiet des heutigen Leidener Wohnbezirks Roomburg eine römische Garnison befand, deren Name jedoch Matilo lautete. Durch die 1575 gegründete Universität Leiden, die in der Folgezeit ihre Publikationen mit dem Erscheinungsort „Lugdunum Batavorum“ versah, verbreitete sich diese Namenszuweisung rasch weit über die Grenzen der Niederlande hinaus und wirkt bis heute nach. In ihrem Siegel führt die Universität den Namenszug Academia Lugduno Batava und der örtliche Fußballclub Leidens nennt sich LVV Lugdunum. Tatsächlich leitet sich der Name Leiden von Leithon (erste urkundliche Erwähnung 860) im Sinne von „Wasserlauf“ oder „am Wasser gelegen“ ab.

## Rezeption
2003 führte die Stichting KunstKlank (deutsch: „Stiftung KunstKlang“) ein Theaterstück auf, welches auf den Geheimnissen rund um die so genannte Brittenburg basiert.